# Ла-Крус (Уругвай)
Ла-Крус (исп. La Cruz) — населённый пункт сельского типа на юге центральной части Уругвая, в департаменте Флорида.

## География
Расположен на восточной стороне шоссе № 5, в 19 км к северо-западу от административного центра департамента, города Флорида, и примерно в 116 км от столицы страны, Монтевидео. Абсолютная высота — 101 метр над уровнем моря.

## История
23 ноября 1929 года группа домов, расположенная в данном месте, получила статус села (Pueblo), согласно указу № 8.497.

## Население
По данным на 2011 год население составляет 747 человек.
| Год  | Население |
| ---- | --------- |
| 1963 | 745       |
| 1975 | 620       |
| 1985 | 618       |
| 1996 | 702       |
| 2004 | 726       |
| 2011 | 747       |

Источник: Instituto Nacional de Estadística de Uruguay